# Néstor Almanza
Néstor Evian Almanza Truyol (La Habana, 28 de julio de 2002) es un luchador chileno-cubano especializado en lucha grecorromana.

## Biografía
Nació en La Habana, Cuba, hijo de Milagros Truyol y Néstor Almanza Baro. Su padre, un destacado luchador, finalizó en cuarto lugar en la competencia de lucha grecorromana de los Juegos Olímpicos de Barcelona 1992 y fue campeón mundial en 1993.
Tras la separación de sus padres, permaneció en su ciudad natal, mientras que su padre se trasladó a Chile en 2013 para trabajar como entrenador principal del equipo nacional de lucha. En 2020, decidió mudarse a Chile motivado por su padre, con la esperanza de desarrollar una carrera en la lucha grecorromana. En 2023, obtuvo la nacionalidad chilena y comenzó a representar al país en competiciones internacionales, logrando medallas de plata y bronce en los campeonatos panamericanos de lucha de 2023 y 2024, respectivamente.
El 7 de agosto de 2024, debutó en los Juegos Olímpicos tras asegurar uno de los dos cupos disponibles en el torneo Preolímpico de Cancún para los Juegos Olímpicos de París 2024 en la categoría de 67 kg. En esta competencia, fue derrotado en los octavos de final por el moldavo Valentin Petic.